# Операция Пегас
Операция «Пегас» (операции «Пегас I» и «Пегас II») — военная операция по спасению оказавшихся в тылу немецких войск военнослужащих союзных армий, проводившаяся в заключительный период 2-й Мировой войны в районе Нижнего Рейна недалеко от Арнема в Нидерландах в октябре-ноябре 1944 года.
Неудача в боях за мост в городе Арнем в ходе операции Маркет-Гарден в сентябре 1944 года вынудила 1-ю британскую воздушно-десантную дивизию отступить, оставив несколько тысяч человек на контролируемой немецкими войсками территории. Нескольким сотням из них удалось избежать плена и скрыться при содействии голландского Сопротивления. Поначалу солдаты надеялись дождаться возобновления наступления 2-й британской армии и таким образом их спасения, но когда стало ясно, что союзники не перейдут Рейн в 1944-м году, было принято решение попытаться эвакуировать их на территорию союзников.
В ходе операции Пегас I в ночь с 22 на 23 октября 1944 года союзные войска, британская разведывательная организация МИ-9 и голландское Сопротивление эвакуировали 138 человек, в основном солдат, которые скрывались со времени битвы при Арнеме. После успеха операции немецкие оккупационные власти усилили меры безопасности, в результате чего попытка проведения эвакуации второй партии скрывавшихся военнослужащих союзных держав и представителей голландского сопротивления (операция Пегас II) оказалась неудачной. Несмотря на это, Сопротивление продолжало помогать скрывающимся союзникам, и гораздо большему числу военнослужащих удалось бежать небольшими группами в течение зимы 1944—1945 годов.

## Битва при Арнеме
В сентябре 1944 года западные союзники провели операцию «Маркет Гарден» — попытку 2-й британской армии обойти линию Зигфрида и пробиться в Рур, промышленный центр Германии. В ходе десантной операции Первой союзной воздушно-десантной армии было необходимо захватить несколько мостов через реки и каналы в Нидерландах, что позволило бы наземным войскам XXX британского корпуса продвинуться по голландской территории и пересечь Нижний Рейн в районе Арнема. 17 сентября 1-я британская воздушно-десантная дивизия высадилась в Арнеме. Союзники столкнулись с гораздо большим сопротивлением, чем ожидалось, наземное наступление XXX корпуса затянулось. Во время высадки британских десантников у Арнема лишь небольшому отряду под командованием подполковника Джона Фроста удалось достичь моста через Арнем. Продержавшись четверо суток без подкрепления, этот небольшой отряд был разгромлен. Остальная часть дивизии оказалась в ловушке на небольшом плацдарме у Остербека и частично была эвакуирована на территорию под контролем союзников в ночь с 25 на 26 сентября в ходе операции «Берлин». Всего в битве при Арнеме сражалось более 10 400 британских и польских десантников. В ходе операции «Берлин» удалось переправить на южный берег Рейна около 2500 человек, почти 1500 человек были убиты в ходе недельного сражения, несколько тысяч получили различные ранения. Всего на северном берегу были оставлены около 7000 человек, из них более 6000 попали в плен к немцам. По окончании битвы около 500 десантников все еще скрывались в деревнях к северу от Недеррейна (нижний Рейн).

## Организация побега
МИ-9, британская разведывательная служба, созданная для оказания помощи солдатам и лётчикам, оказавшимся в тылу врага, избегнуть немецкого плена, в июне 1943 года сбросила на парашюте агента Дика Крагта в Нидерланды. Перед битвой за Арнем в сентябре 1944 года Крагт, его заместитель Йоп Пиллер и их организация по спасению помогли более чем 100 союзным летчикам, сбитым над оккупированными Нидерландами, бежать в Брюссель (Бельгия), откуда линия эвакуации «Комета» вывела сбитых летчиков в Испанию, а оттуда в Англию. Таким образом, ко времени битвы при Арнеме у МИ-9 были опытные агенты в Нидерландах, которые могли помочь оказавшимся в затруднительном положении военнослужащим союзников.
В начале октября 1944 года в Неймеген прибыл агент Эйри Нив из МИ-9, для организации спасения британских солдат, скрывавшихся от немцев в окрестностях Арнема. Его заместителем в операции стал майор Хью Фрейзер из Специальной воздушной службы (SAS). Захваченный союзниками в ходе операции «Маркет Гарден» Неймеген находился в 16 километрах к югу от Арнема. Нив и Фрейзер нашли способ связаться по телефону из Неймегена с голландским Сопротивлением в Эде, где скрывались многие британские солдаты, и ежедневно получали информацию о текущей обстановке, что существенно помогло в планировании операции «Пегас».
На контролируемую немцами территорию был отправлен капитан Питер Бейкер, но он был схвачен 16 октября, что нарушило первоначальный планы эвакуации солдат. Бейкер выжил, попав в плен, но укрывавшая его семья Эббенсов была казнена. Немцы знали, что большое количество британских солдат скрывается недалеко от Арнема, и активно искали их. Голландские граждане, снабжавшие или укрывавшие союзников, подвергались большему риску, чем сами солдаты. Схваченных солдат отправляли в лагеря для военнопленных; голландских гражданских лиц часто казнили.
Майор Дигби Тэтхэм-Уортер, один из участников обороны моста в Арнеме, сбежал из немецкого госпиталя еще 21 сентября и, скрываясь в течение недели, вступил в контакт с голландским Сопротивлением в городе Эде. В начале октября к нему присоединился бригадный генерал Джеральд Латбери, повредивший позвоночник во время десантирования и укрывавшийся в голландской семье, они организовали «скрытый штаб бригады». Была налажена связь с бельгийск 5-й группой SAS, организовавшей поставки оружия и припасов для британцев, скрывающихся в этом районе.
Пит Круйфф, глава местного Сопротивления, организовывал уклонистов в безопасных домах в Эде. Вскоре в городе проживало более 80 человек, к моменту эвакуации там скрывались ещё 40 британцев. Была надежда, что наступление союзников быстро возобновится и люди будут освобождены, офицеры строили планы проведения операций против немцев в момент переправы 2-й армии через Рейн. Однако в октябре стало ясно, что наступление откладывается, а присутствие столь большого числа союзников создавала высокие риски для Сопротивления и подвергало скрывающих их гражданских смертельной опасности.
Подполковник Дэвид Доби (командир батальона десантников) с помощью голландского юноши был переправлен через Рейн ночью 16 октября и добрался до расположения союзников. Он согласовал с командованием британского XXX корпуса и американской 101-й воздушно-десантной дивизией планы эвакуации. Доби был назначен руководителем эвакуации, а Нив и Фрейзер — его офицерами разведки. Они держали связь с группой Тэтхэма-Уортера по телефону и совместно корректировали планы операции.
Было выбрано место на реке недалеко от Ренкума шириной от 150 до 200 метров, наиболее благоприятной для переправы. Было решено, что на северном берегу солдат встретят Королевские канадские инженеры и Британские королевские инженеры XXX корпуса в сопровождении солдат 506-го парашютного полка 101-й воздушно-десантной дивизии. Для обозначения линии переправы, её должны были обозначать трассирующим огнем из орудия «Бофорс». Вдоль всей реки за несколько дней до переправы были разосланы патрули, которые вели огонь трассирующими боеприпасами, чтобы скрыть истинную цель огня в день операции. Дата была назначена на ночь с 23 на 24 октября.

## Пегас I
20 октября немцы приказали жителям деревень близ Арнема покинуть свои дома до 22-го числа. Решив воспользоваться возникшей неразберихой, дату операции перенесли на ночь с 22 на 23 октября.
Голландскому Сопротивлению было поручено собрать скрывавшихся солдат из мест их укрытий и доставить в указанную точку у деревни Ренкюм. С южного берега реки на весельных лодках переправились королевские инженеры британской армии в сопровождении американских десантников. Нив и Фрейзер из МИ-9 организовали командный центр в фермерском доме недалеко от Рандвейка на южном берегу.
После боев в Арнеме немцы усилили присутствие в районе и место сбора скрывавшихся десантников находилось всего в 500 метрах от немецких пулеметных гнезд. Проводники собрали 139 человек — большей частью, военнослужащих британской 1-й воздушно-десантной дивизии, но были также солдаты 82-й воздушно-десантной дивизии США, несколько членов экипажей сбитых самолётов, голландцы и несколько русских, желавших присоединиться к союзникам. Тэтхэм-Уортер записал, что немцы подозревали присутствие союзников, но, возможно, считали разведывательными патрулями и, не зная их численности, держались на некотором расстоянии. Произошла лишь короткая перестрелка, но никто не пострадал.
В полночь группа достигла берега реки у переправы, обозначенной трассирующим огнем, но лодки пришлось ждать двадцать минут. Достигнув северного берега, рота Е американских десантников установила небольшой периметр обороны. В течение следующих 90 минут все собравшиеся были эвакуированы, за исключением одного русского, которого задержали немцы. Беглецы на союзном берегу сделали небольшую остановку в фермерском доме, чтобы подкрепиться, а затем их отвезли в Неймеген.

## Пегас II
Успех первой эвакуации побудил союзников организовать операцию «Пегас II» для эвакуации других солдат, оказавшихся в ловушке недалеко от Арнема. Но безопасность этой операции была нарушена из-за новостного репортажа о первом побеге, который насторожил немцев, усиливших патрули вдоль реки.
За вторую операцию отвечал майор Хью Магуайр из штаба 1-й воздушно-десантной дивизии. Операция в значительной степени копировала первую, но переправа была назначена в 4 километрах восточнее вечером 18 ноября. Готовилась эвакуация группы от 130 до 160 человек, в это число входило гораздо большее количество членов экипажей самолётов и гражданских лиц, которые не были привычны к такого рода операциям. Маршрут основной группы к реке составил около 23 километров и занял две ночи. Основная группа разделилась на части во вторую ночь, и, пытаясь сократить путь, одна группа под командованием майора Джона Коука из Королевского шотландского пограничного полка наткнулась на немецкий патруль. В результате перестрелки погибло более двадцати человек. В ту ночь никому не удалось пересечь границу, в течение следующих двух дней это удалось сделать лишь семерым скрывавшимся. Немцы интенсивно прочёсывали территорию с помощью патрулей и самолетов-разведчиков, схватив множество эвакуантов, большинство голландских проводников из Сопротивления были убиты или захвачены в плен.

## Позднейшие побеги
Полковник Грэм Уоррак и капитан Александр Липманн Кессель были участниками неудавшегося побега в ходе «Пегаса II», но им удалось избежать плена. Они продолжали скрываться на оккупированной немцами территории в течение нескольких месяцев. В феврале 1945 года они присоединились к бригадному генералу Джону Хакетту, который к тому времени оправился от ранений, полученных в Арнеме. Они сумели переправиться через Ваал в Гроот-Аммерсе, к западу от Арнема, на маршруте, который воспользовались ещё 37 человек.
Среди эвакуированных в ходе операции «Пегас» или позднее с помощью Сопротивления старших офицеров были:
- Бригадир Джеральд Латбери, командир 1-й парашютной бригады (операция «Пегас»).
- Бригадир Джон Хакетт, командир 4-й парашютной бригады (февраль 1945).
- Полковник Грэм Уоррак, старший офицер медицинской службы 1-й воздушно-десантной дивизии (февраль 1945).
- Подполковник Дэвид Доби, командир 1-го батальона парашютно-десантного полка («Пегас»).
- Подполковник Мартин Херфорд, 163 RAMC (октябрь 1944).
- Майор Эллисон Дигби Тэтхэм-Уортер, командир роты А, 2-й батальон, парашютно-десантный полк («Пегас»).
- Майор Энтони Дин-Драммонд, 2-й дивизионный полк связи («Пегас»).
- Майор Тони Хибберт, 1-я парашютная бригада («Пегас»).
- Капитан Александр Липманн Кессель, 16-я парашютная полевая команда (февраль 1945).

Операция «Пегас» упоминалась в 5-м эпизоде мини-сериала HBO «Братья по оружию».